# Agathonas Iakovidis
Agathonas Iakovidis, řecky Αγάθωνας Ιακωβίδης (2. ledna 1955, Evangelismos, Řecko – 5. srpna 2020, Soluň), byl řecký folkový zpěvák stylu rebetiko. Reprezentoval Řecko na Eurovision Song Contest 2013 s hudební skupinou Koza Mostra a písní Alcohol Is Free.

## Kariéra
Agathonas Iakovidis se narodil v městečku Evangelismos nedaleko Soluně (Thessaloniki) roku 1955. Jeho rodiče byli emigranti z Malé Asie.
Jeho profesionální začátky se uskutečnily v hudebních halách v Soluni. Byl to student samouk (nikdy neměl hudební vzdělání). Agathonas se věnoval profesionálně hudbě od roku 1973. Roku 1977 vydal své první CD. V roce 1978 založil "Rebetiko Sigrotima Thessalonikis", se kterou nahrál 2 alba a vystupoval na různých koncertech po celém Řecku. Mezi nástroje, na které dokázal hrát, patřily kytara, baglama, oud, buzuki, tzoura, mandola a mandolína. V roce 1981 se přestěhoval na několik let do Atén, kde do roku 1987 spolupracoval s hudebníky jako Kostas Papadopoulos, Giorgos Koros, Vasilis Soukas, Lazarus Koulaxizes, Nick Philippides, Nikos Hatzopoulos a s mnoha dalšími. V roce 1987 se oženil s Eriphyleí Hodolidou, se kterou měl syna jménem Nick, který studoval fyziku a participoval i na mnoha Agathonasových koncertech.
Kromě vystoupení ve městech a vesnicích po celém Řecku byl Agathonas Iakovidis zván také na koncerty v Evropě, ve Spojených státech amerických a v Austrálii.

## Diskografie

### Studiová alba
- 1992: Rembetiko SIgkrotima Thessalonikis
- 1996: Tou Teke Ke Tis Tavernas
- 1998: Tin Ida Apopse Laika
- 1999: Rembetika Doueta
- 2001: Ta Rembetika Tis Ergatias
- 2005: Tik Tik Tak
- 2008: Ftohopedo Me Gnorises y Alla Tragouida Tis Ergatias
- 2010: Rembetika Portreta CD2
- 2011: Ta Rembetika Tou Agathona Iakovidi

### Singly
| Rok  | Název                                                   | Nejvyšsí dosažená pozice | Album          |
| Rok  | Název                                                   | NL                       | Album          |
| ---- | ------------------------------------------------------- | ------------------------ | -------------- |
| 2013 | "Alcohol Is Free" (Koza Mostra ft. Agathonas Iakovidis) | 95                       | Nealbový singl |